# Tanwaka
Tanwaka est une commune rurale située dans le département de Boudry de la province du Ganzourgou dans la région du Plateau-Central au Burkina Faso.

## Géographie
Tanwaka se trouve à 6 km au sud de Boudry.

## Santé et éducation
Tanwaka accueille un centre de santé et de promotion sociale (CSPS) tandis que le centre médical avec antenne chirurgicale (CMA) le plus proche se trouve à Zorgho.